# Vithuvad vanga
Vithuvad vanga (Artamella viridis) är en fågel i familjen vangor inom ordningen tättingar.

## Utseende och läte
Vithuvad vanga är en medelstor vanga med svart rygg. Hanen är helt vit på huvud och undersida, honan ljusgrå. Den är större än glasögonvangan, med helljust huvud, men mindre och mycket mer kortnäbbad än sabelvangan. Bland lätena hörs grova grälande ljud och genomträngande ihåliga visslingar. 

## Utbredning och systematik
Vithuvad vanga placeras som enda art i släktet Artamella. Den delas in i två underarter:
- Artamella viridis viridis – förekommer i skogar på östra Madagaskar
- Artamella viridis annae – förekommer i skogar på västra Madagaskar

## Levnadssätt
Vithuvad vanga hittas i låglänta och medelhöga områden i alla typer av skogsområden, ibland även i intilliggande plantage och buskmarker.

## Status
Arten har ett stort utbredningsområde och internationella naturvårdsunionen IUCN kategoriserar arten som livskraftig. Beståndsutvecklingen är dock oklar.